# Marco Antonio Souza e Silva
Marco Antonio Souza e Silva também conhecido por Marco Antonio (Rio de Janeiro, 28 de outubro de 1977) é um ex-futebolista brasileiro que atuava como lateral-esquerdo.

## Carreira
Marco Antonio começou no Flamengo do Rio, onde conquistou vários títulos, depois foi para a Itália atuar no Perugia, ainda na Europa, passou pelo Egaleo da Grécia e pelo Portimonense de Portugal, retornando ao Brasil em 2007 atuou pelo CFZ e Campo Grande do Rio, atualmente veste as cores do Moto Club do Maranhão.

## Titulos
Flamengo
- Taça Guanabara: 1999, 2001
- Taça Rio: 2000
- Campeonato Carioca: 1999, 2000, 2001
- Copa dos Campeões: 2001
- Copa Mercosul: 1999